# 제18회 골든 글로브상
제18회 골든 글로브상은 1960년 상영된 영화 중 가장 뛰어난 영화를 수상하기 위해 1961년 3월에 열린 시상식이다. 미국,캘리포니아/비버리 힐튼 호텔에서 개최되었다.

## 수상 및 후보

### 세실 B. 데밀 상
- 프레드 아스테어 수상

### 작품상-드라마
- 스파타커스 - 스탠리 큐브릭 수상

### 여우주연상-드라마
- 선라이즈 앳 캠포벨로 - 그리어 가슨 수상
- 버터필드 8 - 엘리자베스 테일러
- 미드나잇 레이스 - 도리스 데이
- 월드 오브 수지 웡 - 낸시 콴

### 남우주연상-드라마
- 엘머 갠트리 - 버트 랭커스터 수상
- 스파타커스 - 로렌스 올리비에

### 작품상-뮤지컬코미디
- 송 위다웃 엔드 - 찰스 비더 외 수상
- 아파트 열쇠를 빌려드립니다 - 빌리 와일더 수상

### 여우주연상-뮤지컬코미디
- 아파트 열쇠를 빌려드립니다 - 셜리 맥클레인 수상
- 팩츠 오브 라이프 - 루실 볼

### 남우주연상-뮤지컬코미디
- 아파트 열쇠를 빌려드립니다 - 잭 레먼 수상

### 여우조연상
- 싸이코 - 자넷 리 수상
- 다크 앳 더 탑 오브 더 스테어스 - 셜리 나이트
- 아들과 연인 - 마리 우레

### 남우조연상
- 영광의 탈출 - 살 미네오 수상
- 다크 앳 더 탑 오브 더 스테어스 - 리 킹솔빙
- 프런더스 - 레이 스트릭린
- 스파타커스 - 우디 스트로드
- 스파타커스 - 피터 유스티노브

### 외국어 영화상
- 처녀의 샘 - 잉그마르 베르히만 수상
- 진실 - 앙리 조르주 클루조 수상

### 감독상
- 아들과 연인 - 잭 카디프 수상
- 아파트 열쇠를 빌려드립니다 - 빌리 와일더
- 스파타커스 - 스탠리 큐브릭

### 음악상
- 알라모 - 디미트리 티옴킨 수상

## 참고 자료
- IMdb 1961 Golden Globe Awards